# Usk Castle
Usk Castle (walisisk: Castell Brynbuga) er en borg i byen Usk i det centrale Monmouthshire i det sydøstlige Wales i Storbritannien. Den blev sandsynligvis etableret omkring 1120, hvor nomannerne også opførte Monmouth Castle og Abergavenny Castle i området. Tidligere havde romerne haft et fort på stedet. Under Glyndwroprøret mellem 1400 og 1405 blev byen og borgen angrebet af Owain Glyndwr i 1402. Slaget ved Pwll Melyn blev udkæmpet tæt ved, og regionen blev først stabiliseret efter en indsats fra den lokale waliser Davy Gam, der var allieret med Henrik 4. og Henrik 5., der var født i Monmouth.
Det er en listed building af første grad siden 16. februar 1953.  Inden for borgens område står Castle House, der ligeledes er et listed building af første grad. Den inkorporerer dele af portbygningen.